# 德彬瑞梯
德彬瑞梯（缅甸语委转写： [dəbɪ̀ɴ ʃwè tʰí]，1516年4月16日—1550年4月30日），緬甸東吁王朝君主，1530年11月24日至1550年4月30日在位。中国史料称之为莽瑞體。
他是明基紐的繼承者，在他的任內與心腹及妹婿勃印曩再次統一了緬甸。1550年，在外出狩獵時被孟族衛士所殺，勃印曩在繼承紛爭後成為東吁王朝國王。